# Государственный оптический институт
Государственный оптический институт (ГОИ) — научно-производственное предприятие для исследования, разработки и внедрения оптических приборов и технологий.
Основан в 1918 году по инициативе известного русского физика Д. С. Рождественского, который был директором и научным руководителем ГОИ до 1932 года.
В 1951 году ГОИ присвоено имя С. И. Вавилова.
С ноября 2012 года — открытое акционерное общество «Государственный оптический институт имени С. И. Вавилова», в апреле 2015 преобразовано в АО. Создано путём преобразования Федерального государственного унитарного предприятия «Научно-производственная корпорация „Государственный оптический институт имени С. И. Вавилова“». Входит в состав холдинга АО «Швабе» Государственной корпорации Ростех на правах головной научной организации.

## История

### Основание института
Организация и разворачивание деятельности ГОИ происходили в несколько этапов, занявших в общей сложности около года. Ведущую роль в этом процессе играл Д. С. Рождественский, который в то время был заведующим Физическим институтом Петроградского университета и одновременно председателем отдела оптотехники Комиссии по изучению естественных производительных сил России (КЕПС) при российской Академии наук.
Отдел оптотехники возник в апреле 1918 года, а в мае по инициативе и ходатайству Рождественского при нём были учреждены вычислительное бюро и экспериментальная оптическая мастерская. Позже Д. С. Рождественский связывал с этими событиями образование института и говорил, что ГОИ «зародился» в мае 1918 года.
15 декабря 1918 года под председательством Д. С. Рождественского состоялось первое организационное заседание Учёного совета ГОИ. На нём были приняты Положение об институте и записка о целях и задачах института, предназначенная для представления в Народный комиссариат просвещения. Кроме того, был рассмотрен ряд организационных вопросов. В записке был представлен обзор состояния оптической науки и техники в России и в ведущих странах Запада, в ней обосновывалась необходимость объединения специалистов-оптиков в организации, пользующейся широкой поддержкой государства, и
формулировались основные задачи вновь создаваемого института на ближайший период его деятельности. Подчёркивалось, что институт должен стать организацией нового типа, в которой были бы неразрывно связаны научные и технические задачи. Записка заканчивалась словами: «Необходим Оптический институт».
В Положении о Государственном оптическом институте было записано:

Государственный оптический институт имеет своей задачей:

а) научное исследование всех вопросов, касающихся лучистой энергии, и в особенности тех, которые относятся к области инфракрасных, видимых и ультрафиолетовых лучей;

б) научное исследование производства и свойства оптического стекла;

в) содействие оптической промышленности в России организацией вычислительного бюро и экспериментальной оптической мастерской;

г) распространение оптических знаний среди специалистов и в широких массах путём чтения лекций, курсов, устройства музея, создания журнала, книг, брошюр и т. д.

В соответствии с Положением институт первоначально состоял из двух отделов: научного и технического. Научный отдел должен был заниматься «исключительно научными задачами». Технический отдел состоял из вычислительного бюро, экспериментальной оптической и механической мастерских. Положение предусматривало, что управление и руководство деятельностью института принадлежало коллегии института, в которую входили директор, заведующие отделениями, заведующие крупными установками научного отдела, заведующие учреждениями технического отдела и члены научного совета. Директор был обязан «организовывать управление институтом в хозяйственном и административном отношениях согласно постановлениям коллегии». Институт получал право беспошлинного получения из-за границы любых предметов, необходимых для его деятельности.
15 декабря 1918 года традиционно и официально считается днём основания ГОИ.
Инициатива Д. С. Рождественского была поддержана правительством, и 15 декабря 1918 года коллегией Наркомпроса было принято решение о создании ГОИ. Окончательное оформление решения произошло, когда нарком просвещения А. В. Луначарский и заведующий Петроградским окружным комиссариатом просвещения М. П. Кристи подписали постановление об учреждении ГОИ, которое 6 мая 1919 года было опубликовано в газете «Северная коммуна». Фактическое же финансирование деятельности ГОИ началось уже в ноябре 1918 года.

### Становление и развитие
Несмотря на тяжёлые условия первых послереволюционных лет, после основания института происходило его быстрое развитие.

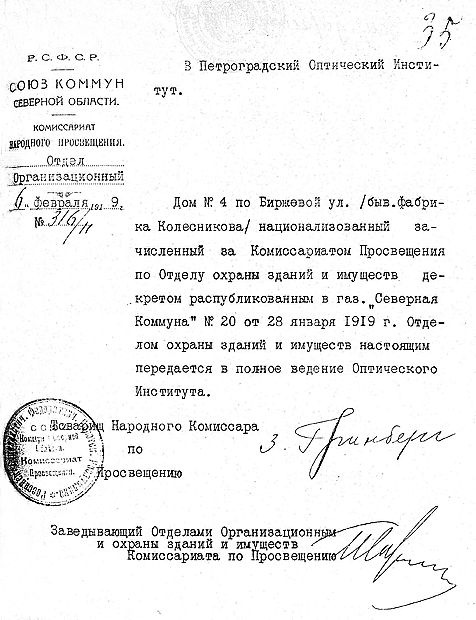
Письмо о передаче первого здания в ведение ГОИ.

Первоначально ГОИ целиком располагался в нескольких помещениях Физического института. Первым зданием, передачи которого в ведение ГОИ добился Рождественский, стал дом под № 4 по Биржевой линии, ранее занимавшийся национализированной к тому времени шоколадной фабрикой А. И. Колесникова. После проведённой реконструкции в 1923 году в него въехали почти все отделы института. Продолжая расширяться, в течение первых десяти лет своего существования ГОИ занял и следующие дома, расположенные по Биржевой линии, включая крупный дом № 14.
В 1921 году правительство выделило значительные финансовые средства для закупки за границей приборов и оборудования. Комиссия по закупке в течение двух лет работала за рубежом, приборы по выражению Рождественского «потекли сотнями ящиков», и к 1923 году ГОИ стал одним из наиболее хорошо оборудованных научных учреждений мира. Вскоре институт приобрёл международную известность. Его посетили такие крупнейшие учёные того времени, как Н. Бор, Фредерик и Ирен Жолио-Кюри, П. Ланжевен, Ж. Перрен, М. Планк, Ч. Раман, П. Эренфест и другие.
Для решения остро стоявшей кадровой проблемы прибегли к необычным мерам: в 1918 году 12 лучших студентов первого и второго курсов Петроградского университета были приняты на работу в ГОИ в так называемую «группу лаборантов» и прошли особо интенсивную подготовку в университете. Программу занятий для каждого из них составлял лично Рождественский. Такой подход себя оправдал: впоследствии двое из них — А. Н. Теренин и В. А. Фок — стали действительными членами АН СССР, а Е. Ф. Гросс и С. Э. Фриш — членами-корреспондентами АН СССР. Ещё семь бывших лаборантов стали докторами наук.
К 1923 году, по прошествии пяти лет со времени основания ГОИ, в его составе работали научный отдел (руководитель Д. С. Рождественский), вычислительное бюро (заведующий А. И. Тудоровский), отдел геометрической оптики (заведующий С. О. Майзель) и лаборатория оптического стекла (заведующий И. В. Гребенщиков). Выполнение научных исследований обеспечивали опытная оптическая мастерская, механическая мастерская и библиотека. Число книг в библиотеке достигло почти трёх тысяч, выписывалось несколько десятков наименований иностранных и отечественных журналов, библиотекой были приобретены все профильные книги, изданные в военное и послевоенное время. В целом по оценке Рождественского библиотека ГОИ того времени была «самой полной библиотекой по современной оптике и вообще физике в Петрограде».
В мае 1922 года при ГОИ был образован оптический кружок, который затем в 1925 году был преобразован в Русское оптическое общество, целью которого было объединение специалистов, работающих в области оптики.

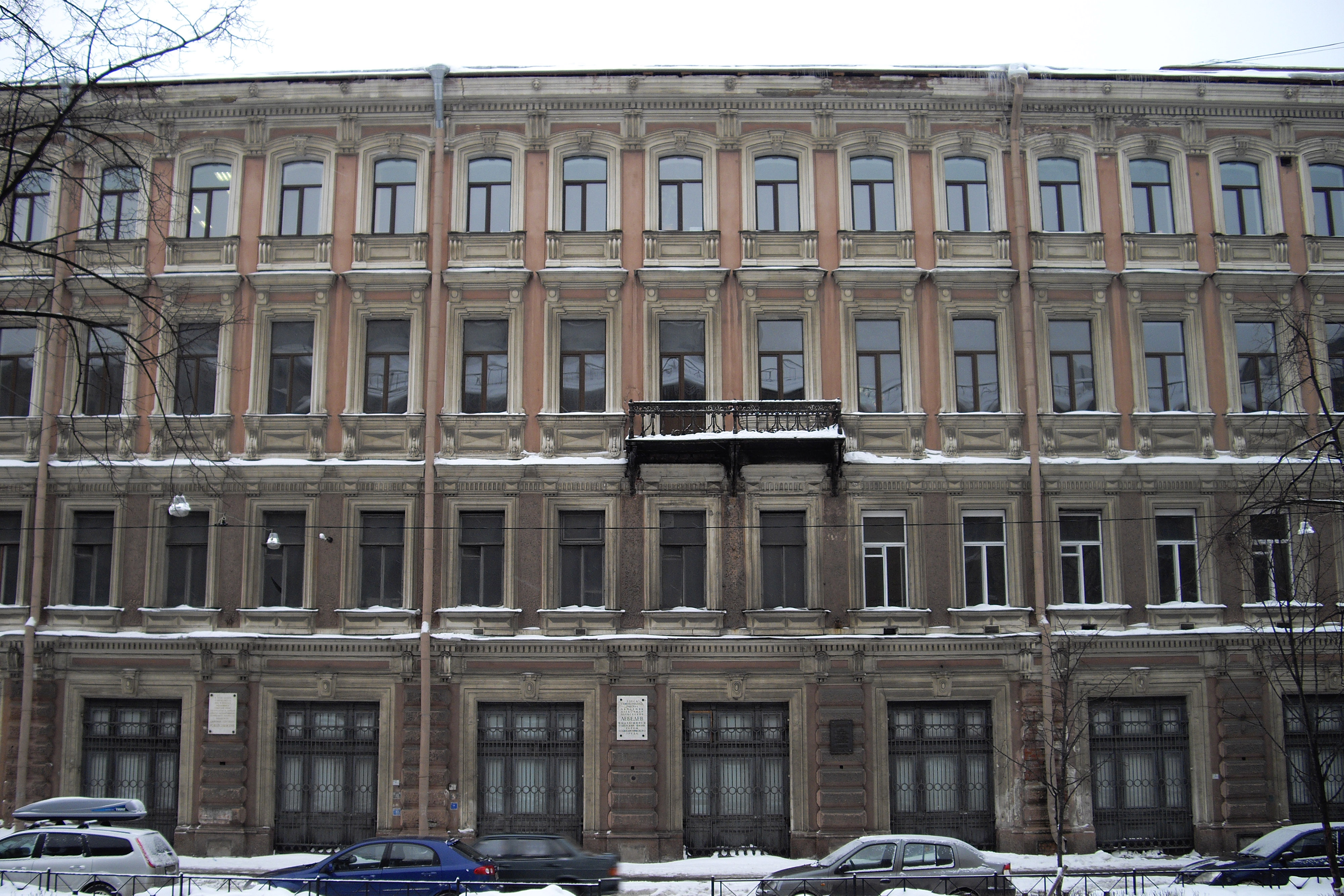
Биржевая линия, дом 14 — бывший дом Товарищества Елисеевых. С 1920-х до 1990-х — одно из зданий Государственного оптического института.

В последующее десятилетие продолжались динамичное развитие ГОИ и расширение поля его деятельности. Если в начале своей деятельности ГОИ имел 24 научных сотрудника, то к 1933 году их стало более, чем 250. К 1936 году общая численность сотрудников достигала уже 600 человек. Выросла квалификация сотрудников: в институте работали 3 академика и 4 члена-корреспондента АН СССР, профессора и доценты. Была создана и работала аспирантура.
К этому времени в институте сложились и функционировали подразделения, которые своими исследованиями охватывали практически все существовавшие в то время направления оптики: спектроскопический, оптотехнический, вычислительный, фотометрический и фотографический секторы, сектор прикладной физической оптики, лаборатория физиологической оптики и цветовая лаборатория, а также химический сектор. Действовали издательская группа и библиотека. В 1931 году ГОИ начал издавать журнал «Оптико-механическая промышленность».
Институт тесно сотрудничал с предприятиями оптической и стекольной промышленности, оказывая им разнообразную методическую и научно-техническую помощь. Благодаря совместной работе сотрудников ГОИ (Д. С. Рождественский, И. В. Гребенщиков, А. А. Лебедев, А. И. Тудоровский и др.) и Ленинградского завода оптического стекла (ЛенЗОС) к 1927 году в стране был налажен выпуск оптического стекла. Объёмы производства и номенклатура выпускаемых стёкол (18 марок) были достаточны для удовлетворения всех потребностей страны, что позволило Правительству в 1927 году принять решение о прекращении импорта оптического стекла из-за границы. В 1933 году было произведено 200 тонн оптического стекла, в то время как до 1917 года удалось произвести только 3 тонны.
При решении различных организационных проблем случались и неудачи. Так, из-за недостатка средств ГОИ в этот период был вынужден расстаться с опытным заводом, созданным в институте для обеспечения ведущихся в нём конструкторских и опытных работ.
Разногласия, возникшие между Рождественским и руководством отрасли по поводу степени участия института в решении текущих задач заводов и преодолении их повседневных трудностей, привели к тому, что он подал заявление с просьбой освободить его от обязанностей директора. Отставка была принята, и в марте 1932 года Рождественский покинул пост директора, после чего вплоть конца 1939 года был заведующим научным отделом.
Уходя с административной работы, в качестве преемника Рождественский рекомендовал C. И. Вавилова. Однако, по настоянию руководства Всесоюзного объединения оптико-механической промышленности (ВООМП) рекомендация была воспринята лишь частично: С. И. Вавилов был назначен заместителем директора по научной части, а директором ГОИ стал И. И. Орловский, проработавший на этом посту совсем недолго.
Деятельность С. И. Вавилова на посту научного руководителя ГОИ, длившаяся вплоть до 1945 года, принесла большую пользу: благодаря ему удалось вначале сохранить, а затем и развить фундаментальные исследования, ведущиеся в институте. Плодотворные связи с ГОИ С. И. Вавилов сохранил и в дальнейшем после избрания его Президентом АН СССР (1945).
В конце 1939 года Рождественский покинул пост заведующего отделом в ГОИ и перенёс свою научную работу в университет, оставшись в ГОИ только консультантом. Причины ухода Рождественского из ГОИ связывают с той политикой, которую проводил тогдашний директор ГОИ Д. П. Чехматаев, в отношении Рождественского и проводимых им исследований.

### Годы войны
В годы Великой Отечественной войны бо́льшая часть ГОИ была эвакуирована в Йошкар-Олу, где ему было предоставлено помещение лесотехнического института. Сотрудники ГОИ самостоятельно проделали огромную работу по приспособлению помещений для размещения в них лабораторий и производственных подразделений. В условиях недостатка материалов и электроэнергии институт вёл работы, направленные на оснащение армии и флота необходимыми оптическими приборами. Эти работы по оценке бывшего в то время заместителем наркома вооружений В. Н. Новикова имели «исключительно важное значение».
В Ленинграде в это время в помещениях института работал филиал ГОИ. Филиалом выполнялись работы для обеспечения светомаскировки города и кораблей ВМФ. Под его руководством светомаскировку получили Смольный, Витебский вокзал, гостиница «Астория» и многие другие объекты города. Сотрудники филиала помогли укрыть от авиации противника линкоры «Октябрьская революция» и «Марат», крейсер «Киров» и другие военные суда. Ряд других специальных работ был выполнен по отдельным заданиям и просьбам командования Ленинградского фронта и Балтийского флота.
В филиале были разработаны и изготовлены аэрофотообъективы, смотровые танковые приборы, модернизированы зенитные дальномеры и стереоскопические высотомеры.
В нём производили ремонт и восстановление различных оптических военных приборов, таких как стереотрубы, бинокли, прицелы, визиры и др.
15 декабря 1943 года указом Президиума Верховного совета СССР за выдающиеся заслуги и успешную 25-летнюю деятельность ГОИ был награждён орденом Ленина.
В связи с 25-летием ГОИ, отмечавшемся в 1943 году, С. И. Вавилов опубликовал большую статью, в которой представил обзор и анализ теоретических работ, выполняемых в ГОИ. В статье он констатирует, что идея Рождественского о неразрывности научных и технических задач получила в ГОИ практическое воплощение, и высказывает мнение о том, что «теория, как необходимое условие решения практических вопросов, является и должна остаться в Институте необходимым условием его работы».

### Последующее время
Характерной особенностью стиля руководства институтом, на протяжении многих лет осуществлявшегося заместителем директора по научной части Е. Н. Царевским и директором М. М. Мирошниковым, было ясное понимание роли ведущего научного учреждения отрасли. Оно выражалось в проведении принципа разделения труда: сотрудники научно-исследовательского сектора института (НИС) вели поисковую научно-исследовательскую работу (НИР), результат которой был не всегда предсказуем, а работники курируемой ими промышленности занимались опытно-конструкторскими разработками (ОКР), конечной целью которой является внедрение или, по крайней мере, достижение только положительного эффекта, а также массовым производством. Научные сотрудники пользовались относительной свободой научного поиска, что находило одобрение у руководства института. Примером начатого по личной инициативе научного сотрудника перспективного направления стала голография, началом работ в которой были исследования будущего академика РАН Ю. Н. Денисюка. В связи с этим тематика НИР была намного шире тематики ОКР, что давало возможность оперативно подключиться к решению неожиданно открывающихся направлений в прикладной оптике или проблем промышленного производства.
Отсутствие загрузки производственных мощностей выполнением массовой продукции позволяло хорошо и всесторонне оборудованному Опытному производству института относительно быстро переключаться на выполнение заказов, связанных с обеспечением НИР. Большую роль в своевременной информации о развитии мировой и советской оптической науки и прикладных разделов оптики играла работа Отдела научно-технической информации института — ОНТИ ГОИ. Эту же роль выполняли и проводившиеся регулярно и организуемые Учёным секретарём института научные семинары. Как правило, они заканчивались обсуждением доложенного, и докладчику задавались вопросы о перспективах и границах целесообразности практического применения. Эта особенность стиля руководства дала возможность институту занять ведущие позиции в разработке таких ставшими перспективными направлениями, как, например, волоконная оптика и лазеры.
Указом Президиума Верховного совета СССР от 24 февраля 1976 года за высокие показатели в области научных разработок, активное участие в создании и освоении в серийном производстве приборов и научной аппаратуры ГОИ был награждён орденом Октябрьской революции.
В 1998 году в честь Государственного оптического института и его первого директора Д. С. Рождественского малой планете Солнечной системы № 5839, открытой 21 сентября 1974 года в Крымской астрофизической обсерватории, присвоено имя «ГОИ».

## Руководители

### Директора
- Д. С. Рождественский, директор и научный руководитель (1918—1932)
- И. И. Орловский (1932—1933)
- М. О. Атрашевич (1933—1933)
- Л. А. Ольберт (1933—1936)
- В. А. Тихомиров (1936—1937)
- Д. П. Чехматаев (1937—1950)
- А. Л. Никитин (1950—1966)
- М. М. Мирошников (1966—1989)
- Л. Б. Глебов (1989—1990)
- Б. А. Ермаков, ген. директор (1990—1992)
- В. И. Пучков (1992—1994), ген. директор
- Г. Т. Петровский, ген. директор (1994—2001)
- В. Б. Карасёв (2002—2008)
- В. А. Тупиков (2008—2011)
- М. А. Лобин (2011—2012)
- Р. Ф. Курунов (2012—2014), ген. директор
- С. Е. Шевцов (2015—2016), ген. директор
- Ю. Ю. Заплаткин (2016—2017), ген. директор
- Ю. М. Маринченко (2017), временный ген. директор
- А. Е. Кузнецов (2017-2018), временный ген. директор
- А. Р. Роковой (2018-2019), временный ген. директор
- О. С. Житенёв (2019-2021), временный ген. директор
- П. В. Безбородкин (с 2021), временный ген. директор

### Первые заместители директора по научной работе
- С. И. Вавилов, научный руководитель (1932—1945)
- А. Н. Теренин (1945—1956)
- Е. Н. Царевский (1956—1981)
- Б. А. Ермаков (1981—1990)
- П. А. Михеев (1998—2002)
- В. Н. Васильев, научный руководитель (2005—2008)
- Г. Н. Герасимов (2008—2011)
- С. А. Димаков (2011—2012)
- А. Э. Пуйша (2012—2014)
- В. Б. Шилов (2014—2017)
- Л. Н. Архипова (с 2017)

## Вклад в науку и технику
Институт внёс и продолжает вносить значительный вклад в оптическую науку и приборостроение. Общепризнаны его достижения в области атомной и молекулярной спектроскопии, люминесценции, фотохимии, теории стеклообразного состояния, вычислительной оптики, нелинейной оптики, микроскопии, теории светового поля и фотометрии, астрономической оптики и во многих других классических разделах оптики и оптотехники.
Задел в традиционных областях оптики позволял ГОИ достаточно быстро и весьма плодотворно включаться в развитие новых перспективных направлений, таких как голография, иконика и обработка изображений, оптика атмосферы и океана, физика и техника лазеров, силовая, адаптивная, волоконная и интегральная оптика, тепловидение.
В XXI веке институт успешно осваивает такие области, как теория и создание эффективных фотоуправляемых оптических сред, фото- и нанотехнологий.

### Прикладные направления
ГОИ работает в следующих прикладных направлениях оптики и оптического приборостроения:
- создания оптических материалов с новыми, как правило, уникальными характеристиками — стекло, кристаллы, керамика,
- изделия на основе волоконной оптики или нетрадиционных материалов, таких как бериллий и др.

Среди достижений ГОИ — тонкие оптические технологии, позволяющие создавать разнообразные покрытия (многослойные, управляемые, защитные) и оптические клеи для любой области спектра; нарезные дифракционные решётки для высокоразрешающей спектральной аппаратуры; источники, преобразователи и приёмники оптического излучения, в том числе многоэлементные, работающие при сверхнизких температурах.
Название института было закреплено в наименовании широко используемого при изготовлении элементной базы оптического приборостроения материала для шлифовки и полировки поверхностей — пасте ГОИ.

### Оптические приборы и оптико-электронные системы
- В ГОИ созданы десятки моделей лабораторных и медицинских микроскопов,
- первые в стране электронный микроскоп, лазер на рубине и на смеси газов He-Ne,
- высокоточные измерительные приборы, в том числе лазерные,
- семейство медицинских и промышленных тепловизоров,
- экспериментальные образцы гидрооптической аппаратуры,
- крупногабаритные линзовые и зеркальные объективы для космических аппаратов,
- уникальные установки для генерации и изучения температурного и лазерного излучения.

Создана база для всесторонних испытаний оптических систем, включающая стенды для имитации различных климатических условий, перепадов давления и температуры вплоть до условий космического пространства.
Существенной и отличительной стороной деятельности ГОИ всегда была его тесная связь с промышленностью. Институт принимал непосредственное участие в создании большинства крупных оптических предприятий и конструкторских бюро на территории бывшего СССР, а также в создании большинства крупных изделий оптической промышленности. А поскольку потребителями продукции оптической промышленности являются практически все отрасли народного хозяйства и оборонный комплекс, ГОИ установил контакты не только с оптическими, но и со многими медицинскими, природозащитными, сельскохозяйственными, военными и другими организациями.
ГОИ плодотворно сотрудничает с рядом физических институтов Российской Академии наук, компенсируя в какой-то степени отсутствие в системе Академии оптического института широкого профиля. В ГОИ работали многие выдающиеся учёные-академики — Д. С. Рождественский, И. В. Гребенщиков, А. А. Лебедев, В. П. Линник, А. Н. Теренин, Ю. Н. Денисюк, И. В. Обреимов, Г. Т. Петровский, В. А. Фок, член-корреспонденты АН СССР А. М. Бонч-Бруевич, Н. Н. Качалов, Т. П. Кравец, Д. Д. Максутов, А. И. Тудоровский, П. П. Феофилов, С. Э. Фриш. Особенно тесным является сотрудничество с Физико-техническим институтом им. А. Ф. Иоффе РАН: так, академик Ю. Н. Денисюк совмещал, а академик Е. Б. Александров и сейчас совмещает работу в ГОИ им. С. И. Вавилова и в ФТИ им. А. Ф. Иоффе. В институте работал и был его научным руководителем с 1932 по 1945 год академик, Президент Академии наук СССР с 1945 по 1951 год Сергей Иванович Вавилов, имя которого носит ГОИ.
Традиционно особенно тесно ГОИ сотрудничает с Санкт-Петербургским Государственным университетом информационных технологий, механики и оптики (СПбГУ ИТМО). На базе этого сотрудничества создан специальный факультет оптоинформатики и фотоники, одна из задач которого состоит в пополнении молодыми специалистами научных лабораторий и отделов ГОИ. Четырьмя вузами Санкт-Петербурга в ГОИ созданы 6 базовых кафедр для более эффективной подготовки студентов к будущей научной деятельности. ГОИ участвует в пяти проектах в рамках федеральной программы «Интеграция высшей школы и фундаментальной науки».
В XXI веке существенно расширились и укрепились контакты ГОИ с научными центрами и исследовательскими подразделениями крупных фирм за рубежом (США, Великобритания, Германия, Франция, Канада, Китай, Южная Корея и др.).
Большую роль в установлении и поддержании научных контактов играет созданное в 1990 году по инициативе и на базе ГОИ «Оптическое общество имени Д. С. Рождественского».
Несмотря на трудности последнего времени, в ГОИ сохранилось высокотехнологичное опытно-экспериментальное производство оптических приборов и оптических материалов, позволяющее осуществлять разработки в виде малосерийной продукции. Удалось также сохранить необходимые возможности конструирования, а в такой области проектирования, как расчёт оптических систем, существенно продвинуться вперёд.
Большую роль в сохранении коллектива выдающихся учёных и специалистов сыграла характерная для ГОИ концепция «научных школ», возглавляемых ведущими учёными. Большое значение имеет и деятельность по подготовке на базе ГОИ кадров высшей квалификации — аспирантура, работа специализированных советов для защиты диссертаций, поощрение соискательства. В ГОИ работают академик РАН Е. Б. Александров, члены-корреспонденты РАН М. М. Мирошников и Н. Н. Розанов, около 100 докторов и кандидатов наук.
За свою историю ГОИ не раз испытывал организационные и структурные преобразования, обусловленные логикой его развития и требованиями времени. С 2005 года основной организационной формой ГОИ являлась «Научно-производственная корпорация „Государственный оптический институт им. С. И. Вавилова“» (НПК ГОИ), образованная на базе ведущих подразделений ГОИ и выделенного ранее из его состава Института лазерной физики. В декабре 2012 года ГОИ преобразован в открытое акционерное общество, в 2015 году — в акционерное общество. Институт проводит исследования и разработки в интересах создания оптико-электронных систем, оптических приборов, материалов и технологий нового поколения. Среди них расчёт оптических систем, физика и оптика лазеров, космическая оптика, анализ и обработка оптического изображения, системы обнаружения и наблюдения различного назначения, лазерные дальномеры, гидрооптическая аппаратура, нелинейная оптика, нанофотоника, голографические оптические элементы, источники и приёмники оптического излучения, оптические приборы различного назначения и многое другое.
В 2009 году «ГОИ им. С. И. Вавилова» утверждён ведущей научно-исследовательской организацией Минпромторга РФ в сфере Оборонно-промышленного комплекса России по направлению «Оптико-электронные приборы, системы и комплексы». ГОИ входит в состав холдинга «Швабе», объединяющего основные российские НИИ, КБ и промышленные предприятия оптико-электронного приборостроения.

## Издания
ГОИ принимает участие в международном обмене научной информацией. На протяжении многих десятилетий он издаёт «Труды ГОИ» (с 1919 года) и «Оптический журнал» (с 1931 года по 1991 год — журнал «Оптико-механическая промышленность»), причём последний с 1966 года переводится на английский язык и переиздаётся в США под названием «Journal of Optical Technology». Главный редактор с 2017 года — чл.-кор. РАН Розанов Николай Николаевич.

## Сотрудники института — члены Академии наук СССР и РАН
- Е. Б. Александров, академик РАН
- С. И. Вавилов, академик АН СССР
- И. В. Гребенщиков, академик АН СССР
- Ю. Н. Денисюк, академик РАН
- А. А. Лебедев, академик АН СССР
- В. П. Линник, академик АН СССР
- И. В. Обреимов, академик АН СССР
- Г. Т. Петровский, академик РАН
- Д. С. Рождественский, академик АН СССР
- А. Н. Теренин, академик АН СССР
- В. А. Фок, академик АН СССР
- И. М. Франк, академик АН СССР
- А. М. Бонч-Бруевич, член-корреспондент РАН
- Г. А. Гамов, член-корреспондент АН СССР
- Е. Ф. Гросс, член-корреспондент АН СССР
- В. С. Игнатовский, член-корреспондент АН СССР
- Н. Н. Качалов, член-корреспондент АН СССР
- Т. П. Кравец член-корреспондент РАН
- Л. Н. Курбатов, член-корреспондент РАН
- Д. Д. Максутов, член-корреспондент АН СССР
- М. М. Мирошников, член-корреспондент РАН
- Н. Н. Розанов, член-корреспондент РАН
- А. И. Тудоровский, член-корреспондент АН СССР
- П. П. Феофилов, член-корреспондент АН СССР
- С. Э. Фриш, член-корреспондент АН СССР

### Комментарии
1. ↑  КЕПС при Российской Академии наук была создана в 1915 году. После Октябрьской революции её деятельность существенно расширилась[3].
2. ↑  80 тыс. долларов[7].
3. ↑  Оптическое общество, прекратившее свою деятельность в 1929 году, было воссоздано вновь в 1990 году и ныне носит наименование «Оптическое общество имени Д. С. Рождественского»[12].
4. ↑   И. И. Орловский — член ВКП(б) с 1920 г., был политработником Красной Армии, окончил курсы губернского партактива, с 1930 г. работал в системе ВООМП[17].
5. ↑   Чехматаев Дмитрий Павлович (1903—1954) — кандидат технических наук (1933 г.), доцент (1936 г.). В 1930 г. окончил Ленинградский технологический институт; работал цеховым инженером на заводе им. Воскова (1930—1931), старшим инженером строительной организации «Гипроспецмонтаж» (1931—1932), начальником цеха на заводе «Калибр» (Москва, 1932—1933), начальником сектора в ОПК «Двигательстрой» (1933—1935), заведующим измерительной лаборатории на Оптико-механическом заводе (1935—1937). С 1937 г. по 1950 г. был директором ГОИ[18].
6. ↑   С. Э. Фриш писал о Чехматаеве: «…представить себе менее подходящего руководителя Оптического института было трудно. С упорством, достойным лучшего применения, он начал вытравлять из института всю ту ненужную, на его взгляд, науку, которую так страстно насаждал Дмитрий Сергеевич»[19].
7. ↑  Перечень ведущих организаций утверждён заместителем Министра промышленности и торговли РФ Д. В. Мантуровым 2 апреля 2009 г.